# Орлов, Пётр Иванович
Пётр Ива́нович Орло́в (1923 — 1945) —  старший лейтенант Рабоче-Крестьянской Красной Армии, участник Великой Отечественной войны, Герой Советского Союза (1945).

## Биография
Родился 16 января 1923 года в селе Танеевка (ныне — в городской черте Саранска, Республики Мордовия). До призыва в армию проживал в с. Танеевка, окончил среднюю школу № 2 Саранска, занимался в городском аэроклубе и работал в Саранском ОСВОДе.
В 1940 году был призван на службу в Рабоче-Крестьянскую Красную Армию, в 1941 году окончил Энгельсскую военную авиационную школу пилотов. С ноября 1942 года — на фронтах Великой Отечественной войны.
Участник Демянских наступательных операций 1942 и 1943 годов, Старорусской наступательной операции в феврале 1943 года, многомесячной трудной борьбы против Демянского плацдарма немецких войск. Пётр Иванович Орлов обладал высокими волевыми качествами и мужеством.
К марту 1945 года командовал звеном 707-го штурмового авиаполка 189-й штурмовой авиадивизии 17-й воздушной армии 3-го Украинского фронта. К тому времени он совершил 80 боевых вылетов на штурмовике и 692 боевых вылета на ночном бомбардировщике, нанеся противнику огромные потери. Был одним из лучших лётчиков полка, мастером по выполнению сложных заданий.
21 мая 1942 года получил специальное задание разбить переправу через р. Ловать, которая была прикрыта мощным огнём зенитной артиллерии и имела большую насыщенность прожекторов, несмотря на это П. Орлов вышел из зоны огня и в тот момент, когда автоколонна имела затор на переправе прицельным бомбометанием разрушил переправу. В боях был тяжело ранен (в правое предплечье и лицо), но вскоре вернулся в строй. При выполнении заданий в составе групп из 6-8 самолётов, провёл 4 воздушных боя с истребителями противника Ме-109, Ме-110 и Фв-190, в групповом бою сбито два Вф-190.
29-30 декабря 1944 г. выполнял специальное боевое задание командования в исключительно трудных метеоусловиях, произвёл 5 успешных боевых вылетов на самолёте Ил-2, на разбрасывание агитлистовок над окружённой группировкой противника в районе Будапешта, задание выполнил, разбросав 576000 агитлистовок, за что от командующего 17 ВА получил благодарность и был награждён орденом «Отечественной войны» 2-й степени.
11 января 1945 года при штурмовке автоколонны и живой силы противника северо-западней Секешфехервара за 4 захода подавил огонь 1 артбатареи, а в районе Шереда был атакован 2 истребителями Ме-109, но, несмотря на ожесточённость атак, отбил все атаки, сохранив экипаж и самолёт.
29 января 1945 года, действуя в составе группы 6 самолётов по скоплению танков и автотранспорта по шоссейной дороге между населёнными пунктами Н.- Хантош и Надь, за 6 заходов на цель, несмотря на ожесточённый огонь зенитной артиллерии, группа уничтожила и подавила 5 танков, 7 автомашин с войсками и грузами и одну зенитную точку. При этом лично уничтожил 1 танк и 2 автомашины с войсками и грузами.
Выдержка из наградного листа: «Летает на боевые задания с большим желанием в усложнённых метеоусловиях, показывая высокую лётную и штурманскую подготовку, подлинные образцы в поражении заданных целей и разгрома техники, живой силы и узлов сопротивления противника. Свой опыт и знания умело передаёт своим подчинённым, учит их на лучших примерах лётчиков полка и дивизии, своей отвагой и мужеством воодушевляет лётный состав на преодоление встречающихся в бою преград, зарождает в них ненависть к врагу и бесстрашие при выполнении боевых заданий.»
3 апреля 1945 года в воздушном бою за железнодорожный узел Чаковец, прикрывая самолёт командира эскадрильи, был дважды подбит, но, несмотря на это и просьбу командира выйти из боя, продолжил сражение. Когда штурмовик Ил-2 начал терять высоту, Пётр Иванович пошёл на огненный таран, направив свой горящий самолёт на скопление живой силы и техники врага, уничтожив, тем самым, напоследок, 11 эшелонов противника..
К званию Героя Советского Союза был представлен ещё при жизни (10 марта 1945 года), за успешно-совершённые 772 боевых вылета, само же звание было присвоено 18 августа 1945 года.
К сожалению, за свой последний подвиг награждён не был. Был также награждён 3-мя орденами Красного Знамени, орденами Отечественной войны 1-й и 2-й степеней и медалями.